# Gemini (album, 1976)
A Gemini a magyar Gemini együttes egyetlen nagylemeze, amely 1976-ban jelent meg a Pepita kiadásában. Katalógusszáma: SLPX 17508.

## Az album dalai

### A oldal
1. Repülő zenekar (Markó András - Várszegi Gábor)
2. Hajnalodik (Papp Imre (zenész) - Várszegi Gábor)
3. Hallgasd meg álmaim dalát (Papp Imre (zenész) - Várszegi Gábor)
4. Énekelj  (Papp Imre (zenész) - Várszegi Gábor)
5. Csavargóének  (Heilig Gábor)
6. Semmi sem tart örökké  (Papp Imre (zenész) - Várszegi Gábor)

### B oldal
1. Ha eladod a szíved  (Papp Imre (zenész) - Várszegi Gábor)
2. Mosolyogj, ha elém állsz  (Papp Imre (zenész) - Várszegi Gábor)
3. Keresem az álmaim  (Markó András - Várszegi Gábor)
4. Légy enyém  (Papp Imre (zenész) - Várszegi Gábor)
5. Ne add fel  (Victor Máté - Várszegi Gábor)
6. Ne felejts el emlékezni arra  (Papp Imre (zenész) - Várszegi Gábor)

## Közreműködők
A Gemini együttes:
- Baranszky László
- Bardóczi Gyula
- Heilig Gábor
- Markó András
- Papp Imre (zenész)
- Várszegi Gábor

valamint:
- Victor Máté és Antal Mátyás (fuvola, A/5)
- Az MRT Vonós Tánczenekara (B/1, 6)
- MÁV Szimfonikusok (A/3, 4, 6, B/2)
- Vezényel: Balassa P. Tamás
- Zenei rendező: Juhász István
- Hangmérnök: Radányi Endre
- Grafika: Herpai Zoltán

MHV felvétel - A Magyar Rádió felvétele (B/1, 6)